# Лунгалача-Ла
Лунгалача Ла (выс. 5059), или Лунгалача Ла — перевал в обслати Ладакх (Индия) на Лех-Манальское шоссе. Расположен в 54 км от Сарчу и в 24 км от панга по этому шоссе.
Это самый лёгкий из перевалов в 5000 метров. Но из-за его расположения многие туристы не успевают акклиматизироваться, потому что они обычно двигаются по шоссе от моря к горам и этот перевал становится первым местом на их пути, которое находится на высоте более 5000 метров, и они получают горную болезнь.